# Maršal Jugoslavije
Maršal Jugoslavije (srbohrvaško: Maršal Jugoslavije) je bil nazivni čin Jugoslovanske ljudske armade, ki je bil dodeljen le eni osebi v celotni zgodovini Socialistična federativna republika Jugoslavija in sicer dosmrtnemu predsedniku federacije Josipu Brozu Titu.